# Du har mail
Du har mail (engelska: You've Got Mail) är en amerikansk romantisk komedifilm från 1998 i regi av Nora Ephron. I huvudrollerna ses Tom Hanks och Meg Ryan. Filmen är baserad på Miklós Lászlós pjäs Illatszertár (premiär 1937, engelsk titel: Parfumerie), och pjäsens adaptioner. Mest tydligt är det i relation till Ernst Lubitschs filmatisering Den lilla butiken (The Shop Around the Corner, 1940). Till exempel heter bokhandeln som Meg Ryans karaktär äger i Du har mail just "The Shop Around the Corner". Filmen hade Sverigepremiär den 12 februari 1999.

## Handling
Signaturerna "NY152" och "Shopgirl" skriver e-post anonymt till varandra och blir ganska förtjusta i varandra. I New York är Joe Fox (spelad av Tom Hanks), ägare till en stor bokhandel. Han är bitter konkurrent till Kathleen Kelly (Meg Ryan), ägare av en liten barnbokhandel på andra sidan gatan av Fox stora varuhus. När de träffas har de svårt att dra jämnt. Naturligtvis är det de två som skriver e-post till varandra.

## Rollista
- Tom Hanks – Joe "NY152" Fox
- Meg Ryan – Kathleen "Shopgirl" Kelly
- Parker Posey – Patricia Eden
- Jean Stapleton – Birdie Conrad
- Greg Kinnear – Frank Navasky
- Steve Zahn – George Pappas
- Heather Burns – Christina Plutzker
- Dave Chappelle – Kevin Jackson
- Dabney Coleman – Nelson Fox
- John Randolph – Schuyler Fox
- Deborah Rush – Veronica Grant
- Hallee Hirsh – Annabel Fox
- Jeffrey Scaperrotta – Matthew Fox
- Cara Seymour – Gillian Quinn
- Sara Ramírez – Rose
- Michael Badalucco – Charlie

## Om filmen
Filmen lanserades i nära anslutning till bolaget Time Warners sammangående med America Online, vilket också har lämnat tydliga spår i filmen. Båda huvudkaraktärerna använder sig av AOL:s e-postklient när de skickar e-post till varandra, och filmens bakomliggande huvudtema är mediekoncentration och ägandestrukturer.